# FMC (Tokio)
FMC is een Japans historisch merk van scooters en inbouwmotoren.
De bedrijfsnaam was: Fuji Motor Corporation, Tokio.
Dit was een Japans merk dat in 1949 begon met de productie van de “Gasuden”-scooter en met de productie van 49- tot 249cc-inbouwmotoren.
De Gasuden FMC KB scooter had een 246cc-tweecilinder tweetaktmotor en vier versnellingen. De FMC BE had een 125cc-blokje en de FMC BC mat 122 cc. Niet te verwarren met Fuji Heavy Industries.
De productie werd tussen 1961 en 1965 beëindigd. Mogelijk werden de Gasuden-scooters ook onder de merknaam Fuji geleverd.